# Hymedesmia stylata
Hymedesmia stylata är en svampdjursart som beskrevs av William Lundbeck 1910. Hymedesmia stylata ingår i släktet Hymedesmia och familjen Hymedesmiidae. Inga underarter finns listade i Catalogue of Life.